# Förstenade skogen på Lesbos

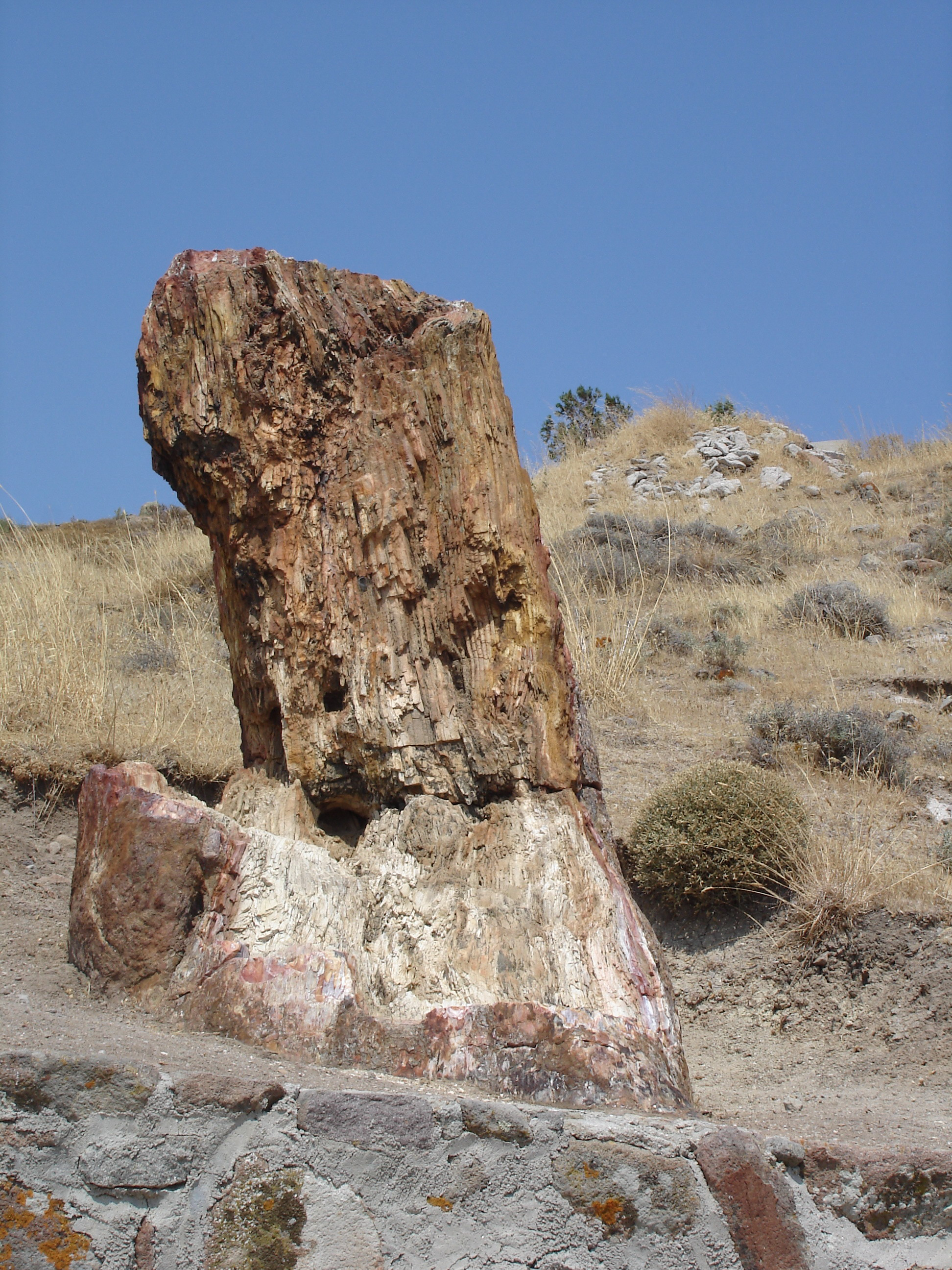
Förstenade skogen på Lesbos

Förstenade skogen på Lesbos är en av världens två största förstenade skogar. (Den andra är den förstenade skogen i Arizona).
Den finns på ön Lesbos i Grekland. Den bildades för omkring 20 miljoner år sedan i samband med vulkanisk aktivitet på ön då aska och lera täckte området.
I den centrala delen av Lesbos
(Lepétymnos, Agra och Vatoússa) syns spår av vulkanutbrotten. 
Den förstenade skogen är sedan 2014 uppsatt på Unescos lista över föreslagna världsarv (tentative list).